# Tillandsia alfredo-laui
Tillandsia alfredo-laui là một loài thuộc chi Tillandsia. Đây là loài đặc hữu của México.